# Adolphe Franck
Pour les personnes ayant le même patronyme, voir Franck.
Adolphe Franck, né le 1er décembre 1810 à Liocourt, et mort le 11 avril 1893 à Paris, est un philosophe français, à la fois philosophe spiritualiste et éclectique dans la lignée de Victor Cousin, philosophe du judaïsme et philosophe du droit.

## Biographie
Il fait ses études à l'école de Liocourt où il y avait un instituteur pour les juifs, Moïse Créhange, puis des études hébraïques préparatoires à Nancy auprès de Marchand Ennery. Il poursuit par ailleurs sa formation profane. Ayant achevé la classe de philosophie du Collège royal de Nancy, il étudie la philosophie, le droit et la littérature à l'université de Toulouse. N'ayant pu obtenir une bourse pour poursuivre ses études rabbiniques, il se tourne vers la médecine, puis opte pour la philosophie. En 1832, il est reçu premier au concours d'agrégation de philosophie et obtient la même année son doctorat ès lettres. Il est ensuite professeur de philosophie aux collèges de Douai, de Nancy et de Versailles, puis au lycée Charlemagne de Paris, où il a entre autres pour élèves Edmond About et Francisque Sarcey.
En 1840, il inaugure à la Sorbonne un cours libre sur la philosophie sociale, lequel est interrompu par une maladie qui l'amène à séjourner pendant quelque temps à Pise. En 1844, son ouvrage sur la Kabbale, qualifié par Jules Michelet de « chef-d'œuvre de critique », lui vaut d'être élu membre de l'Académie des sciences morales et politiques à l'âge de seulement 36 ans. La même année, alors que commence à paraître le Dictionnaire des sciences philosophiques qu'il rédige avec une cinquantaine de collaborateurs, il devient membre du Consistoire central des Israélites de Nancy. En 1848, il se présente sans succès aux élections législatives du département de la Meurthe. De 1849 à 1852, il est le suppléant de Jules Barthélemy-Saint-Hilaire à la chaire de philosophie grecque et latine au Collège de France. En 1852, il devient conservateur adjoint de la Bibliothèque impériale. De 1854 à 1881, il assure un cours sur le droit de la nature et des gens au Collège de France. À partir de 1882, il est membre de la Société des études juives, dont il est président en 1888. Il est également membre du Conseil supérieur de l'instruction publique et compte parmi les fondateurs et présidents de la Ligue de la Paix et de la liberté et de la Ligue nationale contre l'athéisme, où il crée en 1888 la revue La Paix sociale.
Outre une vingtaine d'ouvrages, Adolphe Franck est l'auteur de très nombreuses contributions aux publications de l'Académie des sciences morales et politiques, aux Archives israélites de France, au Journal des débats et au Journal des savants.

## Portrait
Alfred Fouillée :

« Sincère, nul ne le fut plus que lui, d'une sincérité ardente, qui finissait quelquefois par ressembler à de la passion. Une idée qu'il croyait vraie s'était-elle emparée de son esprit, elle le possédait tout entier, il ne voyait plus qu'elle ; il la soutenait envers et contre tous avec une fougue que les années ne purent jamais abattre ; ses yeux brillaient d'une flamme intérieure ; sa parole saccadée et incisive semblait trancher un nœud gordien. Eût-il trouvé ses meilleurs amis parmi les adversaires de son idée, il les eût attaqués avec autant d'impétuosité que des ennemis. La philosophie était pour lui une véritable religion. Attaché au culte israélite par les plus respectables traditions de famille et de race, il resta toujours un philosophe indépendant et n'admit d'autre autorité que celle de la raison, de la conscience ; mais il avait un tempérament d'apôtre. Ses discours semblaient, comme on en a souvent fait la remarque, un écho lointain des prophètes d'Israël ».

Jean-Barthélemy Hauréau :

« Sa personne morale n'avait pas subi les atteintes de l'âge ; la passion qu'il avait conçue dans sa jeunesse, non seulement pour la philosophie, mais encore pour certaines doctrines philosophiques, il l'avait conservée tout entière, et, toujours prompt à la riposte, il n'aurait pas, hier encore, redouté la contradiction ; il l'aurait plutôt provoquée. Il était la vaillance même. […] C'était avant tout un moraliste ; un moraliste, par caractère et par devoir, intransigeant ».

## Aperçus de son œuvre
Le Dictionnaire des sciences philosophiques, qui comporte quelque 1 800 pages et auquel Adolphe Franck contribue lui-même un très grand nombre d'articles, est consacré surtout à l'histoire de la philosophie et aux « quatre formes de la pensée humaine » qui doivent selon lui faire l'objet d'une « conciliation progressive » : naturalisme, idéalisme, scepticisme, mysticisme. Les travaux philosophiques majeurs du XIXe siècle dans le domaine du criticisme et des sciences expérimentales, notamment en matière de perception et de psychologie, y sont toutefois largement négligés.
Une part importante de l'œuvre d'Adolphe Franck est consacrée au judaïsme. Dans La Kabbale ou La Philosophie Religieuse des Hébreux, il fait une analyse approfondie du Sefer Yetsirah et du Zohar et met en parallèle les concepts philosophiques de la Kabbale avec ceux de Platon, de Philon d'Alexandrie, du christianisme, du gnosticisme et des anciennes religions chaldéennes. Il en conclut que les origines de la Kabbale doivent être recherchées dans le zoroastrisme, à l'époque du premier exil juif, c'est-à-dire longtemps avant ses premières manifestations écrites au milieu du Xe siècle. Dans le domaine du mysticisme, Adolphe Franck publie également plusieurs essais sur les philosophies orientales ainsi qu'une importante étude sur les origines du martinisme.
L'aspect le plus novateur de la philosophie d'Adolphe Franck se situe dans le domaine des fondements du droit civil et, surtout, du droit pénal. Au principe d'expiation comme fondement de la pénalité, ainsi qu'au prétendu droit de punir ou de châtier, pris dans le sens de « rétribuer le mal par le mal », il oppose le droit de conservation de la société, c'est-à-dire son droit de légitime défense à l'égard de tout ce qui tend à la détruire. De là dérivent les deux autres droits de la société : le droit d'intimidation et le droit de réparation. Selon Alfred Fouillée, la théorie d'Adolphe Franck « ne manque ni d'originalité, ni de hardiesse ; elle constitue un progrès considérable sur les doctrines de Kant, de Cousin, de Guizot, du duc de Broglie, comme aussi sur les théories utilitaires ou sur les théories purement médicales ».

## Principales publications
- Des Révolutions littéraires, thèse de littérature présentée à la Faculté des lettres de Toulouse (1832).
- Esquisse d'une histoire de la logique, précédée d'une analyse étendue de l'Organum d'Aristote (1838 et 1898) [PDF] Texte en ligne.
- La Kabbale ou La Philosophie Religieuse des Hébreux (1843, texte (fr) en ligne, 1889 et 1892). Réédition : Slatkine, Genève, 1981 (en) Traduction anglaise en ligne.
- Dictionnaire des sciences philosophiques par une Société de professeurs et de savants, sous la direction de M. Ad. Franck, de l'Institut (vol. 6, 1844-1852, 1875 et 1885) [PDF] Texte en ligne.
- De la Certitude, rapport à l'Académie des sciences morales et politiques, précédé d'une introduction sur les devoirs de la philosophie dans les temps présent de la société (1847).
- Le Communisme jugé par l’histoire (1848, 1849 et 1871).
- Études orientales (1861 et 1864).
- Réformateurs et publicistes de l'Europe, Moyen Âge, renaissance (1864).
- Philosophie du droit pénal, Éd. Germer Baillière, coll. « Bibliothèque de philosophie contemporaine » (1864, 1880 et 1888).
- Philosophie du droit ecclésiastique, des Rapports de la religion et de l'État, Éd. Germer Baillière, coll. « Bibliothèque de philosophie contemporaine » (1864 et 1885).
- La Philosophie mystique en France à la fin du XVIIIe siècle : Saint Martin et son maître Martinez Pasqualis, Éd. Germer Baillière, coll. « Bibliothèque de philosophie contemporaine » (1866).
- Philosophie et religion (1867 et 1869).
- Éléments de morale (1868, 1872, 1872 et 1885).
- La Morale pour tous (1868, 1873, 1880 et 1884) [PDF] Texte en ligne.
- Moralistes et philosophes (1872 et 1874) [PDF] Texte en ligne.
- Philosophes modernes, étrangers et français (1879).
- Réformateurs et publicistes de l'Europe, XVIIe siècle (1881).
- Essais de critique philosophique (1885).
- Philosophie du droit civil, Félix Alcan, coll. « Bibliothèque de philosophie contemporaine » (1886).
- Nouveaux essais de critique philosophique (1890).
- Réformateurs et publicistes de l'Europe, XVIIIe siècle (1893).
- Nouvelles études orientales (1896).